# 卡恩纳迪帕拉姆巴
卡恩纳迪帕拉姆巴（Kannadiparamba），是印度喀拉拉邦Kannur县的一个城镇。总人口12656（2001年）。

## 人口
该地2001年总人口12656人，其中男性5954人，女性6702人；0—6岁人口1655人，其中男845人，女810人；识字率77.87%，其中男性为81.05%，女性为75.04%。